# Les Agettes
Les Agettes (tot 1965 Agettes) is een gemeente en plaats in het Zwitserse kanton Wallis, en maakt deel uit van het district Hérens.
Les Agettes telt 318 inwoners.